# 木幡浩
木幡 浩（こはた ひろし、1960年（昭和35年）10月23日 - ）は、日本の政治家、自治・総務官僚。福島市長（2期）。岡山県副知事、復興庁福島復興局長などを歴任した。

## 来歴
福島県相馬郡飯舘村出身。1979年（昭和54年）3月、福島県立原町高等学校卒業。1984年（昭和59年）3月、東京大学経済学部卒業。同年4月、自治省に入省。1989年（平成元年）、徳島市財政部長。1991年（平成3年）、国土庁地方振興局地方都市整備課課長補佐。1993年（平成5年）、長崎県総務部財政課長。1995年（平成7年）、消防庁防災課災害対策官。1996年（平成8年）、自治省行政局行政体制整備室課長補佐。1998年、香川県健康福祉部長・次長。2002年、香川県政策部長。2004年、沖縄振興開発金融公庫総務部長。2007年（平成19年）、北海道大学公共政策大学院教授に就任。2009年、地方公共団体金融機構経営企画部長・資金部長。2012年、総務省自治財政局公営企業課長。2013年（平成25年）、岡山県副知事に就任。2015年（平成27年）、消防大学校長に就任。2016年（平成28年）6月、復興庁福島復興局長に就任。
2017年（平成29年）7月7日、民進党、社民党、自由民主党など超党派の福島市議有志から、任期満了に伴う福島市長選挙への出馬要請を受ける。同年7月26日、総務省を辞職。11月19日に行われた市長選挙に出馬。現職の小林香、自民党元県議の桜田葉子、幼児園長の新人ら3候補を破り初当選を果たした。当初木幡支持に傾いた自民党は桜田出馬で自主投票としたものの、自民系を含む市議会の約半数の市議のほか、地元選出県議の多くが木幡を支援。市職員労組など小林市政に反発する勢力の受け皿となった。12月8日、市長就任。選挙の結果は以下のとおり。
※当日有権者数：236,823人 最終投票率：47.92%（前回比：-1.18pts）
| 候補者名 | 年齢 | 所属党派 | 新旧別 | 得票数   | 得票率 | 推薦・支持 |
| -------- | ---- | -------- | ------ | -------- | ------ | ---------- |
| 木幡浩   | 57   | 無所属   | 新     | 45,372票 | 40.31% |            |
| 小林香   | 58   | 無所属   | 現     | 34,503票 | 30.65% |            |
| 桜田葉子 | 60   | 無所属   | 新     | 30,834票 | 27.39% |            |
| 法井太閤 | 72   | 無所属   | 新     | 1,858票  | 1.65%  |            |

2021年11月21日に行われた市長選挙に出馬し、再選。
※当日有権者数：232,391人 最終投票率：34.79%（前回比：-13.13pts）
| 候補者名 | 年齢 | 所属党派 | 新旧別 | 得票数   | 得票率 | 推薦・支持 |
| -------- | ---- | -------- | ------ | -------- | ------ | ---------- |
| 木幡浩   | 61   | 無所属   | 現     | 72,018票 | 90.72% |            |
| 高橋翔   | 33   | 無所属   | 新     | 7,364票  | 9.28%  |            |

## 市政・人物
- 2017年（平成29年）の市長選の際、支援者の案内で、福島市にある世界平和統一家庭連合（旧統一教会）の福島家庭教会に挨拶に行った。これが統一教会と関係を結ぶ最初の接点となった。この年から2022年（令和4年）にかけて年1回ほど、教団の関連イベントや集会に出席したり、幹部と懇談したり、メッセージを送ったりした[8]。木幡は取材で、統一教会が15年に名称を「世界平和統一家庭連合」に変えたことについて問われると「たぶんそうなんだろうなとは思っていたが、明確な意識はなく、特に深く調べもしなかった」と答えた[9]。

- 2020年（令和2年）4月22日、新型コロナウイルス感染症の拡大を受け、飲食店の賃料に関する支援策を発表。テナント店舗は売り上げ状況に応じ賃料月額の2分の1を4カ月分にわたり補助。上限は1店舗で最大20万円、複数店舗を経営する場合1事業者当たり最大10万円まで支援する。このほか自己所有の店舗は固定資産税の減免に加え、売り上げ状況に応じ一律5万円（複数店舗は1事業者当たり最大10万円）まで補助する。市場の卸売、仲卸業者らには市場使用料や光熱費などの納付を最大4カ月猶予する[10]。
- 同年5月16日、新型コロナウイルス対策費に充てるため、自身の6月期末手当を50％減額すると発表した。副市長2人は30％、教育長など他の特別職3人は20％減額するほか、市議会では全市議35人について一律20％減額すると記者会見で述べた[11]。